# Doliocarpus nitidus
Doliocarpus nitidus är en tvåhjärtbladig växtart som beskrevs av José Jéronimo Triana och Planch. Doliocarpus nitidus ingår i släktet Doliocarpus och familjen Dilleniaceae. Inga underarter finns listade i Catalogue of Life.